# Centrolepidaceae
Las centrolepidáceas (nombre científico Centrolepidaceae) forman una familia de plantas monocotiledóneas distribuidas en Hainan, Indochina y Malesia a Nueva Zelanda, con un género en el sur de Sudamérica (Gaimardia). Son hierbas más bien pequeñas, más o menos cespitosas. La inflorescencia nace al final de un escapo, y es espigada o capitada y tiene involucro. La familia fue reconocida por sistemas de clasificación modernos como el sistema de clasificación APG III (2009) y el APWeb (2001 en adelante).

## Descripción
Son hierbas anuales o perennes, con mechón insertado, pequeñas. Tallos ramificados, cortos. Hojas abundantes o densamente dísticas; vaina de la hoja abierta, ampliamente membranosa, a menudo con lígula adaxial en la unión con la lámina foliar; limbo estrechamente lanceolado, lineales o filiformes. Inflorescencia en una cabeza terminal o pico; brácteas 2 a muchas, dísticas. Flores unisexuales o bisexuales. Perianto ausente. Estambres 1 (o 2); filamentos filiformes. Pequeña fruta, dehiscente longitudinalmente; pericarpio membranoso. Semillas diminutas; con embrión pequeño.

## Filogenia
Centrolepidaceae pertenece al "núcleo de los Poales", ver Poales para una discusión sobre este clado.
Además junto con Restionaceae y Anarthriaceae pertenece al "clado Restionaceae", algunos autores sugieren unir a las 3 familias en un Restionaceae sensu lato. Ver Poales para una discusión al respecto.

## Taxonomía
La familia fue reconocida por el APG III (2009), el Linear APG III (2009) le asignó el número de familia 101. La familia ya había sido reconocida por el APG II (2003).
La lista de géneros con sus sinónimos, según el APWeb y publicación válida, distribución y número de especies, según Royal Botanic Gardens, Kew (visitados en enero del 2009):
- Alepyrum  R.Br., Prodr.: 252 (1810). = Centrolepis  Labill.
- Aphelia  R.Br., Prodr.: 251 (1810). SO. y SE. de Australia. 6 especies.
- Brizula Hieron., Bot. Zeitung (Berlin) 30: 206 (1872) = Aphelia R.Br.
- Centrolepis Labill., Nov. Holl. Pl. 1: 7 (1804). S. de China a Nueva Zelanda. 25 especies
- Devauxia R.Br., Prodr.: 253 (1810). =  Centrolepis Labill.
- Gaimardia Gaudich., Voy. Uranie: 418 (1829). Nueva Guinea, Tasmania, Nueva Zelanda, S. de Chile a Islas Malvinas. 4 especies.
- Pseudalepyrum Dandy, J. Bot. 70: 330 (1932) =  Centrolepis Labill.